# Elecciones presidenciales de Mongolia de 2009
Los candidatos fueron el presidente incumbente Nambaryn Enkhbayar del Partido Revolucionario del Pueblo Mongol y Tsakhiagiin Elbegdorj del Partido Democrático y otros partidos opositores. En las elecciones presidenciales, sólo pueden participar candidatos provenientes de partidos representados en el Gran Jural del Estado.

## Resultados
Los últimos resultados dan la victoria de Elbegdorj con un 57,85% de los votos frente al 56,94% obtenidos por Enkhbayar. La asistencia fue del 73,52%.